# Los arqueros del rey
The Story of Robin Hood and His Merrie Men (conocida en español como Los arqueros del rey) es una película rodada en imágenes reales de 1952 producida por Disney y basada en la historia de Robin Hood y filmado en Buckinghamshire, England, con la técnica Technicolor. Fue escrita por Lawrence Edward Watkin y dirigida por Ken Annakin.

## Trama
El joven Robin Hood, enamorado de la señorita Marian, entra en un concurso de tiro con arco con su padre en el palacio del Rey. De camino a casa su padre es asesinado por secuaces del príncipe Juan. Robin toma la vida de un forajido, reuniendo a una banda bajo el nombre de Hombres Alegres en el Bosque de Sherwood, para vengar la muerte de su padre y para ayudar a la gente de la tierra a la que el príncipe Juan está aumentando los impuestos.